# Hypothetical
Hypothetical (рус. Гипотетический) — пятый студийный альбом английской группы Threshold, вышедший в  2001 году.

## Об альбоме
Hypothetical был записан в марте 2001 года. Это был первый альбом с участием барабанщика Джоаннеса Джеймса.

## Список композиций
| # | Оригинальное название | Длительность |
| - | --------------------- | ------------ |
| 1 | Light And Space       | 5:58         |
| 2 | Turn On Tune In       | 6:12         |
| 3 | The Ravages Of Times  | 10:17        |
| 4 | Sheltering Sky        | 5:35         |
| 5 | Oceanbound            | 6:42         |
| 6 | Long Way Home         | 6:00         |
| 7 | Keep My Head          | 4:01         |
| 8 | Narcissus             | 11:14        |

## Участники записи
- Эндрю Макдермотт — вокал
- Карл Грум — гитара
- Ричард Уэст — клавишные
- Ник Мидсон — гитара
- Джон Джири — бас-гитара
- Джоаннес Джеймс — ударные